# Royal Irish Academy

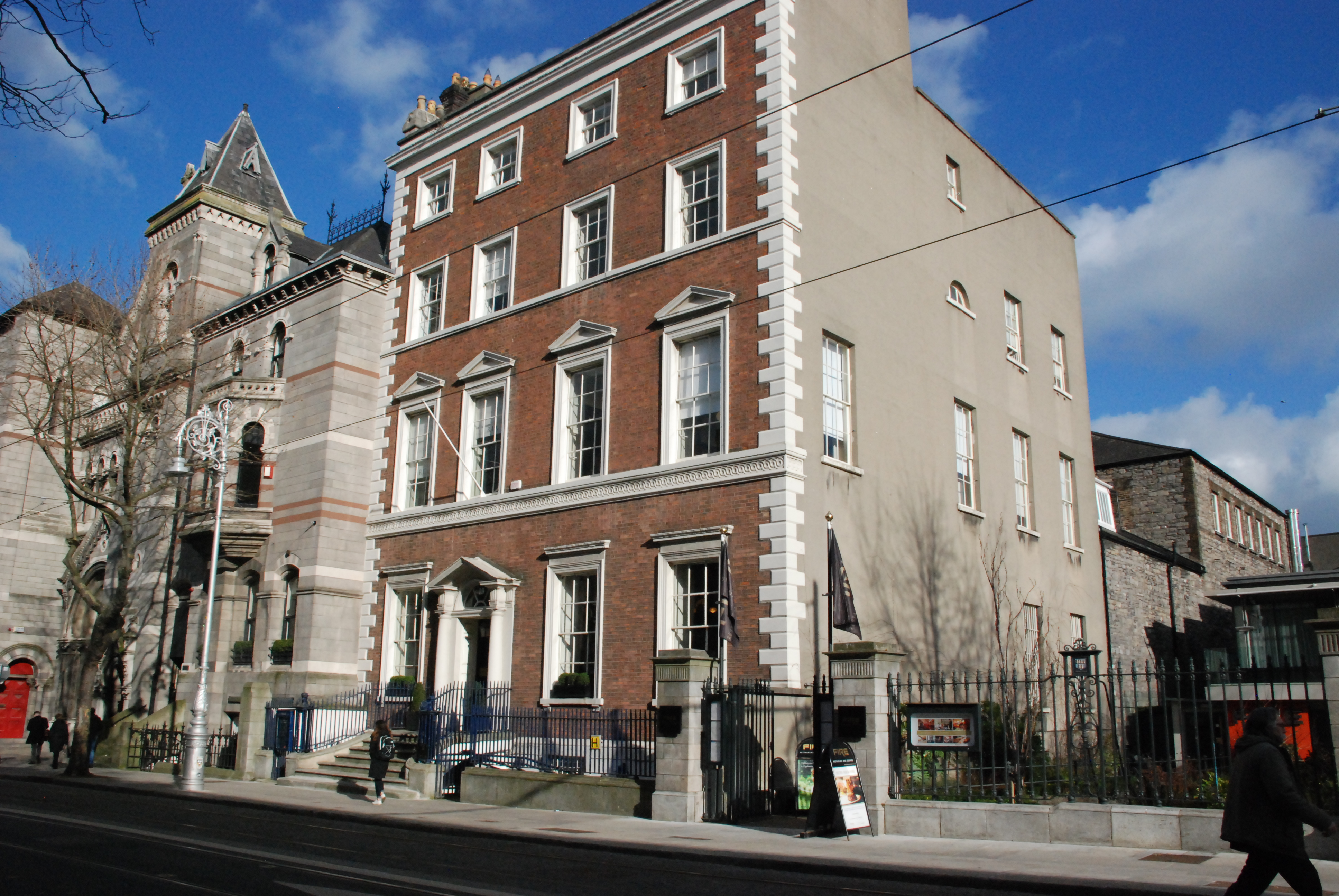
Royal Irish Academy på 19 Dawson Street i Dublin.

The Royal Irish Academy (RIA; iriska: Acadamh Ríoga na hÉireann) är en vetenskaplig akademi i Irlands huvudstad Dublin. Akademin bildades 1785 och befästes genom ett royal charter 1786.